# 太田黒惟信
太田黒 惟信（おおたぐろ これのぶ、1827年（文政10年）6月 - 1901年（明治34年）4月22日）は、幕末の熊本藩士。明治時代の政治家。通称は亥和太（いわた）。

## 人物
幼少より肥後藩時習館、次いで横井小楠塾に入門する。砲術を学んで兵術改革に尽くし、戊辰戦争中の1868年（明治元年）に明治政府へ出仕し、同年12月11日には箱館に政権を築いた旧幕府軍（俗に蝦夷共和国。総裁は榎本武揚）の征討総督に任命される。1869年（明治2年）4月に蝦夷地へ上陸を開始し、茂辺地・矢不来への進撃命令を下して旧幕府軍を圧倒。5月18日には完全に降伏せしめた。恩賞として170石を賜る。
1870年（明治3年）10月、肥後藩少参事に就任。廃藩置県により肥後藩が消滅すると1871年（明治4年）11月に八代県参事に就任する。大蔵省にも務め、1875年（明治8年）5月に大審院判事となるが翌1876年2月には辞任する。しかしまもなく県民会議長となった。同年10月、神風連に襲撃されるが事無きを得て、1881年（明治14年）、岩倉具視協力のもと日本鉄道会社を創設した。
1901年（明治34年）、死去。享年75。